# Wiesław Kaczmarek
Wiesław Władysław Kaczmarek (ur. 1 stycznia 1958 we Wrocławiu) – polski polityk, poseł na Sejm w latach 1989–2005 (X, I, II, III i IV kadencji), minister czterech rządów.

## Życiorys
Ukończył I Liceum Ogólnokształcące im. Mikołaja Kopernika w Lubinie, następnie w 1981 studia na Wydziale Mechaniki Precyzyjnej Politechniki Warszawskiej. Po studiach został słuchaczem studium doktoranckiego, od 1985 był asystentem, a później starszym asystentem w Instytucie Mechaniki Technicznej tej uczelni.
Od 1985 do rozwiązania należał do Polskiej Zjednoczonej Partii Robotniczej. W 1989 uzyskał mandat posła na Sejm kontraktowy w okręgu ochockim, następnie w 1991, 1993, 1997 i 2001 był wybierany z ramienia Sojuszu Lewicy Demokratycznej z ogólnopolskiej listy wyborczej oraz w okręgach podwarszawskich: nr 2 (1991–1993), nr 2 (1997–2001) i nr 20. Pełnił funkcję dyrektora warszawskiego oddziału Pierwszego Banku Komercyjnego w Lublinie. W 2004 przeszedł do Socjaldemokracji Polskiej, został jednak wkrótce zawieszony w prawach członka SdPl w związku ze „sprawą Osocza” i „aferą Orlenu”. Na koniec kadencji był posłem niezrzeszonym, w 2005 nie ubiegał się o reelekcję.
Pełnił funkcję ministra przekształceń własnościowych od 26 października 1993 do 30 września 1996 w rządzie Waldemara Pawlaka, Józefa Oleksego i Włodzimierza Cimoszewicza. Po reformie centrum administracji został ministrem gospodarki w (zajmował to stanowisko od 1 stycznia do 31 października 1997). Był także ministrem skarbu państwa w rządzie Leszka Millera od 19 października 2001 do 7 stycznia 2003.
2 kwietnia 2004 w wywiadzie dla „Gazety Wyborczej” stwierdził, że rzeczywistym celem zatrzymania szefa PKN Orlen Andrzeja Modrzejewskiego przez Urząd Ochrony Państwa, była chęć jego odwołania i zablokowania kontraktu na dostawy ropy, w tym celu powołano sejmową komisję śledczą.
Po 2005 zajął się działalnością biznesową. W październiku 2006 przed Sądem Okręgowym Warszawa-Praga rozpoczął się proces karny byłego ministra, oskarżonego o wydanie w 1997 nierzetelnej opinii przesądzającej o udzieleniu spółce LFO poręczenia ze strony Skarbu Państwa, pomimo braku przesłanek dla takiej gwarancji. Wiesław Kaczmarek nie przyznał się do popełnienia zarzuconego mu czynu. W kwietniu 2009 sąd I instancji go uniewinnił, jednak w grudniu tego samego roku Sąd Apelacyjny w Warszawie uchylił zaskarżony przez prokuratora wyrok do ponownego rozpoznania. Przy ponownym rozpoznaniu sprawy w 2012 został prawomocnie uniewinniony.
Od 2001 do 2017 był prezesem Polskiego Związku Żeglarskiego. Członek Polskiego Związku Łowieckiego.